# Kuduregani, Sorab
Kuduregani là một làng thuộc tehsil Sorab, huyện Shimoga, bang Karnataka, Ấn Độ.